# George de Bothezat

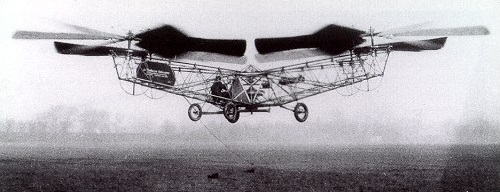
Elicottero di de Bothezat

George de Bothezat (in rumeno Gheorghe Botezatu, in russo Георгий Александрович Ботезат?; Governatorato della Bessarabia, 7 giugno 1882 – Boston, 1º febbraio 1940) è stato un ingegnere e matematico rumeno, famoso per essere stato un dei padri dell'elicottero, e ricordato per i calcoli da lui sostenuti che hanno permesso alla NASA di far approdare l'uomo sulla luna con le missioni Apollo.